# Bjergsted Sogn
Bjergsted Sogn ist eine ehemalige Kirchspielsgemeinde (dän.: Sogn) auf der dänischen Insel Seeland.
Bis 1970 gehörte sie zur Harde Skippinge Herred im damaligen Holbæk Amt, danach zur Bjergsted Kommune im Vestsjællands Amt, die wiederum im Zuge der Kommunalreform zum 1. Januar 2007 in der erweiterten Kalundborg Kommune in der Region Sjælland aufgegangen ist.
Am 1. Januar 2020 wurden Alleshave Sogn, Bregninge Sogn und Bjergsted Sogn zum Bregninge-Bjergsted-Alleshave Sogn zusammengelegt.
Am 1. Oktober 2019 lebten 342 Einwohner im Kirchspiel, die „Bjergsted Kirke“ liegt auf dem Gebiet der Gemeinde.
Nachbargemeinden waren im Norden Særslev Sogn, im Südwesten Aunsø Sogn, im Nordwesten Bregninge Sogn, sowie auf dem Gebiet der Holbæk Kommune im Nordosten Hjembæk-Svinninge Sogn und im Südosten Jyderup Sogn.